# Scaptomyza himalayana
Scaptomyza himalayana är en tvåvingeart som beskrevs av Hajimu Takada 1970. Scaptomyza himalayana ingår i släktet Scaptomyza och familjen daggflugor.
Artens utbredningsområde är Nepal. Inga underarter finns listade i Catalogue of Life.